# Панченко Любов Михайлівна
Любо́в Миха́йлівна Па́нченко (2 лютого 1938, с. Буча, Київський район, Київська область — 30 квітня 2022, Київ, Україна) — українська художниця-модельєрка, почесна громадянка міста Бучі, лауреат премії ім. В. Стуса (2001), член Союзу Українок. Належала до групи мисткинь-шістдесятниць, які відроджували українську культуру в часи хрущовської відлиги. Померла внаслідок окупації Бучі російськими військами у 2022 році.

## Біографія
Народилась художниця 2 лютого 1938 року в селищі Буча Київського району Київської області.
У кінці 1950-х закінчила Київське училище прикладного мистецтва (відділ вишивання). Згодом працювала у кравецькій майстерні й водночас розширювала свої обрії пізнання мистецтва, захопилася ліноритом.
1968 року вступила на вечірнє відділення факультету графіки Українського поліграфічного інституту імені І. Федорова.
У 1960-ті роки відвідувала Клуб творчої молоді «Сучасник», стала членкинею літературної секції «Брама».
Любов Панченко працювала в Проєктно-конструкторському технологічному інституті художницею-модельєркою та в Республіканському будинку моделей. На той час припадає розквіт її яскравого таланту: вона створює серію акварелей, моделі одягу, зразки вишивок, графічні заставки до книжок, живописні полотна. Чимало розробок її вишивок публікувалися у журналі «Радянська жінка».
Любов Панченко обстоювала українську мову і культуру. Вона малювала писанки, вишивала національні строї для хорів, збирала гроші для допомоги політв'язням, що відбували покарання «за антирадянську агітацію та пропаганду». За її участі в Києві відродилася традиція різдвяного колядування та вертепу.
Мешкала в Лісовій Бучі.
30 квітня 2022 року, згідно з повідомленням міського голови міста-героя України Бучі Анатолія Федорука, Любов Михайлівна померла в лікарні на 85-му році життя, після місяця голодування в окупованій Бучі. «Жінка відійшла у вічність на 85-му році життя. Любов Панченко не змогли зламати в КДБ, але художниця дуже постраждала під час нової російської навали».
Похована 2 травня 2022 року в Бучі, на Яблунському кладовищі, поряд з могилою свого чоловіка, художника Олексія Олійника.

## Виставки
У 2008 році у Національному музеї літератури України експонувалася ювілейна виставка Любові Панченко — понад 150 творів: живопис, графіка, аплікація. Євген Сверстюк, правозахисник, письменник тоді зауважив: «Ці роботи явно несуть печать геніальності. Вона живе у своєму світі, вона відкриває нам цей світ».
2014 року в музеї Грушевського в Києві була представлена експозиція «Світе мій!».
Зараз роботи Панченко можна побачити у приватних колекціях її друзів, а також у Музеї шістдесятництва у Києві.

## Героїня арт-гри
2021 року Спілка українських аніматорів створила серію інтерактивних новел «60. Втрачені скарби». Це проєкт про художниць-шістдесятниць, які протистояли тоталітарному режиму та зазнавали репресій з боку радянської влади.
Українські аніматори створили гру проєкт з мінігри, головною героїнею якої стала Любов Михайлівна Панченко.

## Героїня фотодокументальної виставки «Комунізм=Рашизм»
Художниця є однією з героїнь фотодокументальної виставки «Комунізм=Рашизм», яку розробив Архів національної пам'яті. Виставка «Комунізм = Рашизм» — це 13 історій про українців XX та XXI століть, які постраждали від радянської та російської влади. Історії вибрані не випадково — вони проводять паралель між злочинами комунізму та рашизму.

## Вшанування пам'яті
|                                                |  |  |
| Пам'ятна монета НБУ присвячена Любові Панченко |  |  |

- 12 квітня 2023 року в місті Бучі вулицю Димитрова перейменували на вулицю Любові Панченко[13].
- 15 квітня 2025 року НБУ увів в обіг пам’ятну монету “Світ мистецтва кутюр’є. Любов Панченко” номіналом 10 гривень.